# پل فلزی اصفهان
پل فلزی نام پلی بر روی زاینده رود است که بین مناطق ۱ و ۵ شهرداری اصفهان واقع شده و خیابان شهید دکتر بهشتی را به خیابان حکیم نظامی مرتبط می‌کند. این پل، اولین پلِ تمام فلزی است که بر روی زاینده رود ساخته شده است.

## تاریخچه

### ساخت
پس از ورود اولین خودروها به ایران، راهی جز گذر از روی پل‌های تاریخی به منظور عبور از زاینده رود اصفهان وجود نداشت. همین امر باعث به فکر افتادن مسئولان وقت برای ساخت پلی با استحکام بیشتر شد. در سال ۱۳۲۷ هجری شمسی کلنگ ساخت این پل زده شد و در سال ۱۳۳۸ و با هزینه ۵۵ میلیون ریال افتتاح گردید.

### تعریض
به منظور کاهش ترافیک خیابان‌های مطهری، سعدی و حکیم نظامی طرح تعریض پل فلزی در تاریخ ۱۲ خرداد ۱۳۹۵ اجرا شد. این عملیات عرض پل را از ۱۶ به ۳۶ متر رسانید که از این عرض، ۸ متر به پیاده رو، ۷ متر به خطوط سامانه اتوبوس تندرو و بقیه به دیگر وسایل نقلیه اختصاص داده شده است. این پروژه با اعتبار ۱۳ میلیارد تومان در ۲۲ خرداد ۱۳۹۶ به طور رسمی مورد بهره برداری قرار گرفت.